# Jacques Lafleur
Jaques Lafleur (20 de noviembre de 1932, Numea, Nueva Caledonia - 4 de diciembre de 2010, Gold Coast, Australia) fue un político francés y uno de los principales representantes antiindependentistas de Nueva Caledonia. 

## Biografía
Jaques Lafleur nació en Numea el 20 de noviembre de 1932, hijo del industrial Henri Lafleur, primer senador del archipiélago. Después de cursar la secundaria en Nueva Caledonia, prosiguió sus estudios superiores en la Francia metropolitana, donde se licenció en Derecho por la Universidad de París. El 4 de diciembre de 2010, falleció en Gold Coast, en Australia.
En 1950 se casó en París con Roberte Charon, con quien se separó en los años 80. Del matrimonio nacieron dos hijos: Isabelle y Pascal Lafleur.

## Trayectoria política
En 1972 fue elegido diputado por la Asamblea territorial de Nueva Caledonia. Para entonces, la vida política de Nueva Caledonia estaba dominado por el partido independentista de Unión Caledoniana. Jacques Lafleur, que se oponía al programa político de la Unión Caledoniana, creó el partido Agrupación por Caledonia. En las elecciones legislativas de Francia de 1978, Lafleur fue elegido diputado por la Asamblea Nacional en las filas de Agrupación por la República de Jacques Chirac. Desde 1984 hasta 2004 fue presidente de la Asamblea de la Provincia Sur. Su presidencia vino marcada por el desarrollo de las infraestructuras turísticas.
Jacques Lafleur fue uno de los firmantes de los Acuerdos de Matignon de 1988 junto con la delegación independentista liderada por el líder político canaco Jean-Marie Tjibaou y el primer ministro Michel Rocard, que fue posteriormente sometido a referéndum. También participó en la firma del Acuerdo de Numea de 1998.

## Distinciones honoríficas
- Orden Nacional de la Legión de Honor (2009).[4]